# جيمس كينيدي (سياسي أسترالي)
جيمس كينيدي (بالإنجليزية: James Kennedy)‏ هو لاعب كرة قدم أسترالية وسياسي أسترالي، ولد في 5 فبراير 1882 في أستراليا، وتوفي في 20 نوفمبر 1954 في أستراليا. حزبياً، نشط في حزب أستراليا المتحدة. وقد انتخب عضو المجلس التشريعي الفيكتوري عن دائرة Higinbotham Province ‏ (1 يونيو 1937 – 1 نوفمبر 1954).

## روابط خارجية
- جيمس كينيدي على موقع AustralianFootball.com (الإنجليزية)
- جيمس كينيدي على موقع AFLtables.com (الإنجليزية)